# Monoblepharella endogena
Monoblepharella endogena är en svampart som beskrevs av Sparrow 1953. Monoblepharella endogena ingår i släktet Monoblepharella och familjen Gonapodyaceae.   Inga underarter finns listade i Catalogue of Life.